# David Farrar
David Farrar (* 21. August 1908 im London Borough of Newham, England; † 31. August 1995 in Durban, Südafrika) war ein britischer Film- und Theaterschauspieler.

## Leben
David Farrar, jüngster von vier Geschwistern, zeigte bereits früh sein Interesse am Schauspiel, als er bereits im Alter von 12 Jahren in kleineren Theaterstücken auf der Bühne stand. Nach dem Schulabschluss begann Farrar zunächst für einen Pfund pro Woche als Bürogehilfe in einem Versandhaus zu arbeiten. Mit 16 Jahren wurde er Hilfsredakteur bei einer monatlich erscheinenden Zeitung, und wenige Monate später, Redakteur bei einem wöchentlich aufgelegten Blatt.
Farrars Liebe fürs Theater hatte unter seinem bürgerlichen Berufsleben nicht gelitten, sodass er stets in Laientheatern und für kleinere Bühnenproduktionen verpflichtet wurde. Bei einer Produktion von David Copperfield lernte er auch seine kurzzeitige Verlobte, die Theaterschauspielerin Agnes kennen, die Farrar ermutigte, es auch als Profischauspieler zu versuchen. Nachdem sein professionelles Bühnendebüt, The Wandering Jew, im Jahr 1932 ein positives Presseecho bekam, setzte Farrar seine Karriere als Schauspieler fort.
1937 wurde Farrar für die Filmromanze Return of a Stranger erstmals als Filmschauspieler verpflichtet, wenngleich nur in einer Nebenrolle. Nach zwei Jahren, in denen Farrars Filmkarriere kaum von größeren Erfolgen gekennzeichnet war, ging Farrar 1939 wieder ans Theater. Nachdem sein Haus, The Grafton Theatre, im Jahr 1940 bei einem Luftangriff im Zweiten Weltkrieg zerstört wurde, kehrte Farrar im Filmdrama Danny Boy wieder auf die Kinoleinwand zurück – dieses Mal als Hauptdarsteller.
1942 musste auch Farrar dem Aufruf Folge leisten, für sein Land im Krieg zu kämpfen, wenngleich er nur für wenige Monate als Soldat bei der Artillerie eingesetzt wurde. Bald schon wurden Warner Bros. auf Farrar aufmerksam, die den Schauspieler 1943 für ihren Film The Night Invader verpflichteten, und es erreichten, dass Farrar vom Militärdienst befreit wurde.
1947 drehte Farrar seinen zu jener Zeit wohl umstrittensten Film – Frieda – in dem ein Pilot der Royal Air Force sich in eine deutsche Frau verliebte, heiratete, und mit zu sich nach England nahm. Es war dieser Film, der Farrar auch in den Vereinigten Staaten Türen öffnete. So bekam er zu Beginn der 1950er Jahre vermehrt Rollenangebote aus Hollywood. Farrar zählte somit in den 1940er Jahren wohl zu Englands beliebtestem Schauspieler, der jährlich an die 42.000 Fanbriefe beantworten musste.
Farrars erster Erfolg in den USA war der 1954 produzierte Abenteuerfilm Der eiserne Ritter von Falworth an der Seite von Tony Curtis und Janet Leigh. Bekannt war auch der 1959 inszenierte Bibelfilm Salomon und die Königin von Saba. Nach rund 20 Filmen, die Farrar in den USA drehte, kam 1962, nach den Dreharbeiten zu Der Löwe von Sparta das selbst auferlegte Aus von der Schauspielerei. Er selbst begründete diesen Schritt mit der Furcht, in Filmen nur noch ältere Männer an Stelle jüngerer Charaktere zu spielen.
David Farrar zog sich daraufhin ins Privatleben zurück, das er mit seiner Frau Irene Elliot teilte. Das Paar war seit 1929 verheiratet. Nach dem Tod seiner Frau, im Jahr 1976, zog Farrar in die Umgebung seiner Tochter nach Südafrika. Hier verlebte er die letzten zwei Jahrzehnte seines Lebens.
David Farrar starb im Alter von 87 Jahren.

## Filmografie (Auswahl)
- 1947: Die schwarze Narzisse (Black Narcissus)
- 1949: Männer, Mädchen, Diamanten (Diamond City)
- 1950: Frau im Netz (Cage of Gold)
- 1950: Die schwarze Füchsin (Gone to Earth)
- 1951: Dschingis Khan – Die goldene Horde (The Golden Horde)
- 1954: Der eiserne Ritter von Falworth (The Black Shield of Falworth)
- 1955: Der Seefuchs (The Sea Chase)
- 1955: Flucht nach Burma (Escape to Burma)
- 1955: Täter unbekannt (Lost)
- 1957: I Accuse!
- 1958: Watusi
- 1959: Salomon und die Königin von Saba (Solomon and Sheba)
- 1960: Der Löwe von Sparta (The 300 Spartans)